# Manfred Honeck
Manfred Honeck (Nenzing, 17 de septiembre de 1958) es un director de orquesta austriaco.

## Vida
Nació en 1958 en la localidad austríaca de Nenzing. Es hijo de Otto y Frieda Honeck, procedente de una familia de nueve hermanos, uno de los cuales es el concertino de la Filarmónica de Viena Rainer Honeck.
En su juventud estudió violín, instrumento con el que accedió a la Universidad de Música y Arte Dramático de Viena, donde también estudió viola. Tras completar sus estudios, entró a formar parte de la Ópera Estatal de Viena y tras el período reglamentario, accedió a la Filarmónica de Viena. Como director, se formó como asistente de Claudio Abbado en la Joven Orquesta Gustav Mahler.
Vive en la ciudad de Altach, Vorarlberg, Austria con su esposa, Christiane, y sus seis hijos.

## Carrera
Entre 1991 y 1996 dirigió con asiduidad en la Ópera de Zúrich. Entre 1997 y 1998 fue director musical de Ópera de Oslo en Noruega, mientras era director estable de la Orquesta Sinfónica MDR de Leipzig, puesto que ocupó entre 1996 y 1999. En 1998 fue nombrado principal director invitado de la Orquesta Filarmónica de Oslo. De 2000 a 2006 fue director musical de la Orquesta Sinfónica de la Radio Sueca, lugar donde hizo una importante labor de promoción de la música contemporánea, incluido el estreno de Ordet – en passion de Sven-David Sandström el 24 de marzo de 2006. Después fue nombrado Generalmusikdirektor (GMD) de la Ópera Estatal de Stuttgart para la temporada 2007-2008, con un contrato inicial por cuatro años. En noviembre de 2009 la Ópera de Stuttgart anunció la marcha de Honeck al concluir su contrato, que expiraba en verano de 2011. En el período de 2008 a 2009 también fue el principal director de la Orquesta Filarmónica Checa.
En mayo de 2006 hizo su debut con la Orquesta Sinfónica de Pittsburgh, obteniendo un éxito clamoroso. En noviembre volvió a aparecer en Pittsburgh, en otro concierto que recibió muy buenas críticas. El 24 de enero de 2007, la Sinfónica de dicha ciudad lo nombró titular, siendo el noveno director que accede al puesto, con un contrato inicial por tres años, contrato que fue renovado hasta la temporada 2015 - 2016 en septiembre de 2009 y de nuevo en febrero de 2012, hasta la temporada 2019 - 2020. Con esta orquesta ha grabado música de Giuseppe Verdi, Gustav Mahler, Piotr Ilich Chaikovski, Richard Strauss, Alan Fletcher, entre otros, para el sello Octavia (Exton).